# Zygmunt Wdowiszewski
Zygmunt Wdowiszewski (ur. 10 września 1894 w Krakowie, zm. 25 sierpnia 1978 w Nieborowie) – historyk, genealog, heraldyk, archiwista, numizmatyk. 

## Życiorys
Urodził się w rodzinie Jana Kacpra (1853–1904), architekta, dyrektora Muzeum Techniczno-Przemysłowego w Krakowie, i Marii z domu Maurizio (1856–1942), która była artystką malarką. Świadectwo dojrzałości uzyskał w 1914 w krakowskim gimnazjum im. Jana III Sobieskiego. Po wybuchu I wojny światowej wstąpił do Legionów Polskich, a następnie w 1918 znalazł się w szeregach Wojska Polskiego, w którym służył w stopniu porucznika do zakończenia wojny z bolszewikami. Po demobilizacji studiował filozofię, historię i prawo na Uniwersytecie Warszawskim. Po studiach, od stycznia 1923 pracował w AGAD i Archiwum Skarbowym. Pracę doktorską pisał pod kierunkiem Oskara Haleckiego, po obronie której (26 czerwca 1933) uzyskał stopień doktora filozofii w dziedzinie historii. Był związany z Miesięcznikiem Heraldycznym (od 1930 jako współredaktor). Od 1936 był dyrektorem Biblioteki i Zbiorów Ordynacji Przeździeckich w Warszawie. Specjalizował się w genealogii i heraldyce, od 1930 pełnił funkcję sekretarza oddziału warszawskiego Polskiego Towarzystwa Historycznego.
Po II wojnie światowej związał się z Toruniem, gdzie prowadził zajęcia z nauk pomocniczych historii na UMK. W latach 1948–1954 kierował udziałem numizmatycznym Muzeum Okręgowego w Toruniu. W latach 1954–1971 był kustoszem Gabinetu Monet i Medali Muzeum Narodowego w Warszawie. W 1957 był redaktorem pisma „Wiadomości Numizmatyczne”.
Zmarł nagle w Nieborowie, pochowany na cmentarzu Rakowickim w Krakowie (kwatera M-płd-zach-gr. Wdowiszewskich).
Nie pozostawił rodziny. Przed śmiercią swoją bogatą bibliotekę podarował Katolickiemu Uniwersytetowi Lubelskiemu, natomiast materiały rękopiśmienne nabyło od spadkobierców Archiwum PAN w Warszawie. 

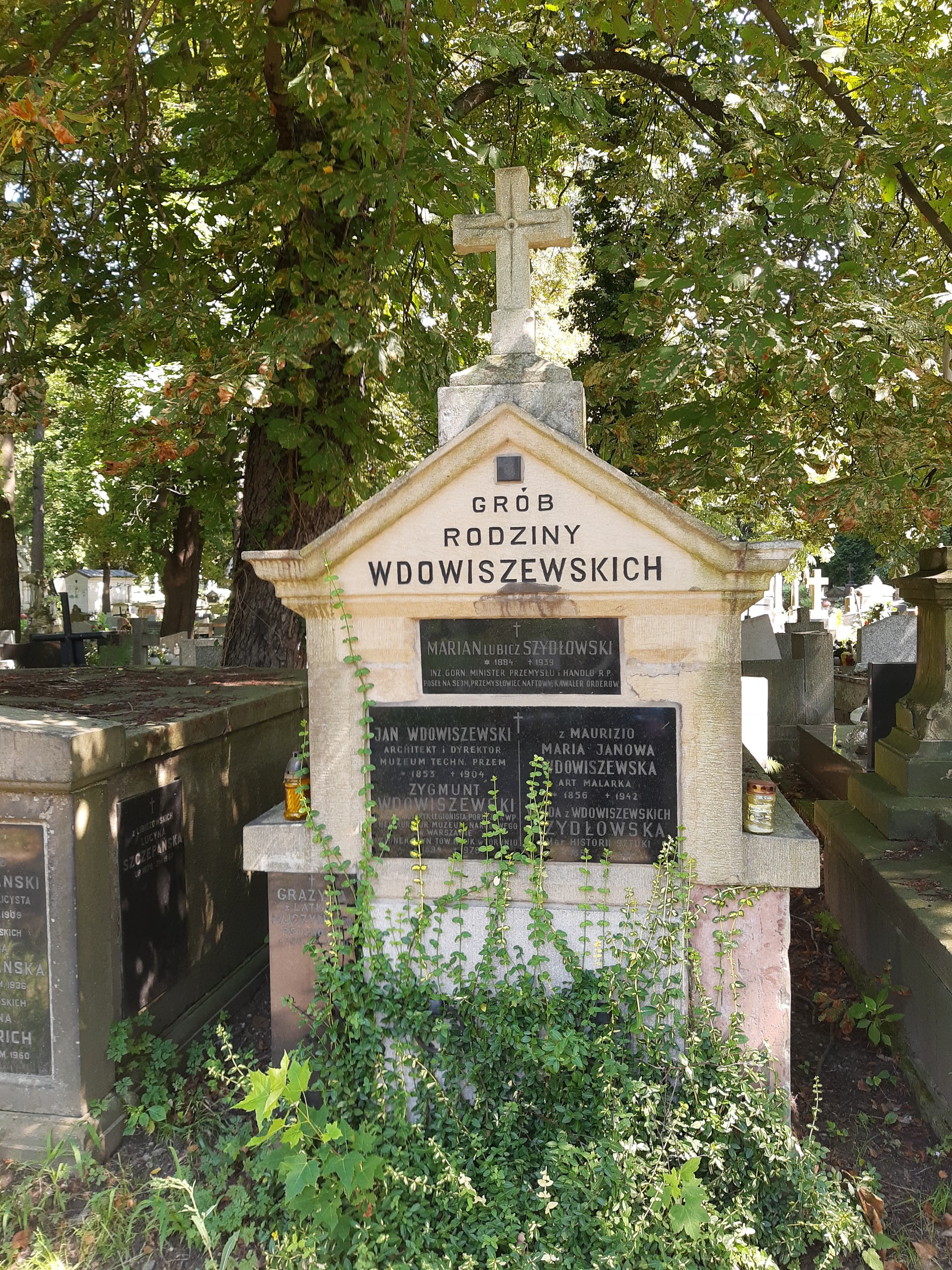
Grób Mariana Szydłowskiego i Zygmunta Wdowiszewskiego na cmentarzu Rakowickim

## Wybrane publikacje
- Nieznane zapiski heraldyczne, Kraków 1926 (Nadbitka: „Rocznik Polskiego Towarzystwa Heraldycznego”).
- Polska bibljografia heraldyczno-genealogiczna za lata 1914–1921, Kraków: Polskie Towarzystwo Heraldyczne 1923 (Odbitka: „Rocznik Polskiego Towarzystwa Heraldycznego”, t. 6).
- Polska bibljografia heraldyczno-genealogiczna za lata 1922–1924, Kraków: Polskie Towarzystwo Heraldyczne 1926 (Odbitka: „Rocznik Polskiego Towarzystwa Heraldycznego”, t. 7).
- Ród Bogorjów w wiekach średnich, Kraków: Polskie Towarzystwo Heraldyczne 1928 (Odbitka w 100 egz. z 9 tomu „Rocznika Polskiego Towarzystwa Heraldycznego”).
- Wiadomości o Archiwum Ostrowskich w Maluszynie, Warszawa 1929 (Odbitka: „Archeion” 5).
- Polska bibljografia heraldyczno-genealogiczna za lata 1925–1928, Kraków: Polskie Towarzystwo Heraldyczne 1930 (Odbitka: „Rocznik Polskiego Towarzystwa Heraldycznego”, t. 9).
- Pieczęcie panów litewskich przy drugim akcie Konfederacji Warszawskiej 1573 r., Warszawa 1930 (Nadbitka z „Miesięcznika Heraldycznego” 9 (1930), Nr 4).
- Archiwa szwajcarskie, Warszawa 1930 (Nadbitka: „Archeion” z. 6, s. 84–101).
- Antoni Biliński, Szlachta ziemi dobrzyńskiej za ostatnich Jagiellonów : studjum historyczno-heraldyczne, przejrz. i do dr. przygot. Zygmunt Wdowiszewski, Warszawa: Wydawnictwo Kasy im. Mianowskiego - Instytutu Popierania Nauki 1932.
- Inscriptiones clenodiales: zapiski liwskie z XV w, Warszawa 1932 (Nadbitka: „Miesięcznik Heraldyczny” 11 (1932), nr 1).
- Marek Ambroży z Nissy i jego „Arma Regni Poloniae” z 1562 r, Warszawa: Polskie Towarzystwo Heraldyczne 1934 (odbitka: „Miesięcznik Heraldyczny” 13 (1934), nr 11–12).
- Uposażenie ks. Wigunta Olgerdowicza przez Władysława Jagiełłę, Warszawa: skł. gł. „Libraria Nova” 1935 (Odbitka z Księgi ku czci Oskara Haleckiego wyd. w XXV-lecie jego pracy naukowej).
- Wiadomości o gdańskim kopjarjuszu urzędowym z XVII w. i o zawartych w nim nobilita, Warszawa: Polskie Towarzystwo Heraldyczne 1936 (odbitka: „Miesięcznik Heraldyczny” (1936), nr 1–3).
- Exlibris Tadeusza Ogińskiego, kasztelana trockiego, Warszawa 1938 (Odbitka: „Miesięcznik Heraldyczny” 17 (1938), nr 9).
- Genealogia domu Wazów w Polsce, Warszawa: Polskie Towarzystwo Heraldyczne 1938 (Osobne odbitki: „Miesięcznik Heraldyczny” 17 (1938), nr 6, 7–8; wyd. 2 - 2005).
- Nieznane dyplomy średniowieczne do dziejów Opactwa Cystersów w Wąchocku, Warszawa 1939 (Odbitka: „Archeion” (1938/1939), z. 16).
- Akta nadzoru budowlanego w Galicji 1772–1913; Akta szkół artystycznych krakowskich 1818–1900, referaty archiwalne oprac. Zygmunt Wdowiszewski, Warszawa: Państwowy Instytut Historii Sztuki i Inwentaryzacji Zabytków 1946.
- Ze studiów nad sfragistyką Kazimierza Jagiellończyka, Toruń: Towarzystwo Naukowe 1952 (Odbitka: Księga pamiątkowa 75-lecia Towarzystwa Naukowego w Toruniu).
- W sprawie herbu Szeliga w Kodeksie Behema, Warszawa 1955 (Nadbitka: „Biuletyn Historii Sztuki”, nr 1).
- Straty artystyczne i kulturalne zbiorów Przeździeckich w Warszawie, Warszawa 1958 (Odbitka: „Rocznik Muzeum Narodowego w Warszawie”).
- Jeszcze o skarbach z Dobiesławic i Karczmisk. Nowy brakteat z czasów Krzywoustego, Warszawa 1959 (Odbitka: „Wiadomości Numizmatyczne” 3 (1959), z. 1–2).
- Miasta polskie w tysiącleciu, t. 1–2, encyklopedia historyczna, red. Stanisław Pazyra, red. nauk. Mateusz Siuchniński, nauk. dokumentację herbów oprac. Marian Haisig i Zygmunt Wdowiszewski przy współudz. Mariana Gumowskiego, Wrocław: Zakł. Narodowy im. Ossolińskich - Wydawnictwo 1965.
- Tytuły polskie nadawane cudzoziemcom, Buenos Aires - Paryż 1966 (Odbitka z trzeciego tomu „Materiałów do biografii, genealogii i heraldyki polskiej”, Buenos Aires-Paryż 1966).
- Skarb monet z Sejn, Warszawa 1967 (Nadbitka: „Wiadomości Numizmatyczne” 11 (1967), z. 1).
- Genealogia Jagiellonów, Warszawa: Instytut Wydawniczy PAX 1968 (wyd. 2 2005).
- Regesty przywilejów indygenatu w Polsce (1519–1793), Buenos Aires - Paryż 1971 (Odb. z piątego tomu „Materiałów do biografii, genealogii i heraldyki polskiej”, Buenos Aires-Paryż, 1971).
- Andrzej Białkowski, Kolekcja generała Jerzego Węsierskiego. Katalog monet i medali, kat. oprac.: monety - przy współpr. Ewy Tarki, medale - Ewa Śliwińska, red. nauk.: monety - Stanisław Suchodolski, medale - Zygmunt Wdowiszewski, Warszawa: Muzeum Narodowe 1974.
- Genealogia Jagiellonów i Domu Wazów w Polsce, wstęp Jan Tęgowski, Kraków: Wydawnictwo Awalon 2005 (Wyd. na podst.: Genealogia Jagiellonów, Warszawa 1968 oraz Genealogia Domu Wazów w Polsce, „Miesięcznik Heraldyczny” nr 6, 7–8 1938).

## Ordery i odznaczenia
- Krzyż Oficerski Orderu Odrodzenia Polski (1962)[4]
- Złoty Krzyż Zasługi (11 lipca 1955)[5]
- Medal 10-lecia Polski Ludowej (19 stycznia 1955)[6]